# Amsterdamsche Club voor Zweefvliegen
De Amsterdamsche Club voor Zweefvliegen (ACvZ) is een van oorsprong Amsterdamse vereniging, waar de sport van het zweefvliegen kan worden beoefend.

## Oprichting
In 1932 vonden enkele leden van de Zweefclub voor Jongeren (een onderafdeling van de Eerste Nederlandse Zweefvlieg Club) en enkele leden van de Algemene Nederlandse Zweefvereniging dat het omslachtig was om telkens naar Egmond of Noordwijkerhout te moeten reizen om de "glijvliegsport" te beoefenen. Daarom werd op 3 mei 1932 de Amsterdamsche Club voor Zweefvliegen opgericht in café "Het Wijnvat" op het Rembrandtplein 35 te Amsterdam. Het doel was een club op te richten die gebruik zou maken van vliegveld Schiphol.

## Eigen toestel
De Algemene Nederlandse Zweefvereniging werd in 1932 opgeheven. De Eerste Nederlandse Zweefvlieg Club droeg de Pander PH-2 "Mayer" M.1 (een van haar vliegtuigen, het andere was de Pander PH-1 Zögling naar ontwerp van Alexander Lippisch) daarna over aan de Amsterdamsche Club voor Zweefvliegen. Een maand na de oprichting bestelde de club een Zögling bij de firma Alexander Schleicher GmbH & Co in Poppenhausen. De PH-5 werd afgeleverd tegen betaling van ƒ 416,54 en maakte de eerste start op Schiphol op 23 juli 1932.

## Lier
De eerste lierstart in Nederland werd door de ACvZ gemaakt. Deze gebeurtenis vond plaats op zaterdagmiddag 9 april 1933. De Zögling werd gevlogen door vlieger Van Goor den Oosterling.
Dankzij deze liermethode voldeed toenmalig voorzitter Van Neyenhoff op de PH-2 veertien dagen later aan de eisen van het B-brevet;"voor het eerst in Nederland is boven vlak terrein het B-brevet behaald, welke mogelijkheid thans definitief is aangetoond".

## Eigen zweefvliegveld
In 1937 werd bij Tuindorp Oostzaan een zweefvliegveld aangelegd voor de club, niet ver van de verderop gelegen N.V. Koninklijke Nederlandse Vliegtuigenfabriek Fokker aan de Papaverweg. In 1938 nam de club het Zweefvliegveld Tuindorp Oostzaan in gebruik.
Tot de Duitse aanval op Nederland in 1940 werd vanaf dit vliegveld gevlogen. Sinds 1946 vliegt de ACvZ vanaf de Vliegbasis Soesterberg.

## Grootste club
De Amsterdamsche Club voor Zweefvliegen is een van de grootste zweefvliegclubs in Nederland. De club heeft een vloot van elf zweefvliegtuigen die ter beschikking staan van de leden. Daarnaast heeft de ACvZ ook nog een Aviat Husky in eigendom die gebruikt wordt als sleepvliegtuig.